# Bundesautobahn 96
Bundesautobahn 96 (em português: Auto-estrada Federal 96) ou A 96, é uma auto-estrada na Alemanha.
A Bundesautobahn 96 tem 139 km de comprimento.

## Estados
Estados percorridos por esta auto-estrada:
- Baviera
- Baden-Württemberg